# Medetera nudipes
Medetera nudipes är en tvåvingeart som först beskrevs av Becker 1914.  Medetera nudipes ingår i släktet Medetera och familjen styltflugor.
Artens utbredningsområde är Kenya. Inga underarter finns listade i Catalogue of Life.